# جک شلدون

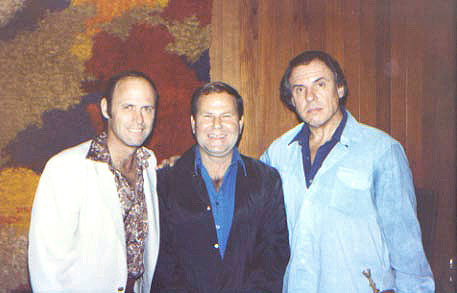

جک شلدون (انگلیسی: Jack Sheldon؛ زادهٔ ۳۰ نوامبر ۱۹۳۱ - درگذشته ۲۷ دسامبر ۲۰۱۹) یک هنرپیشه، نوازنده، و خواننده اهل ایالات متحده آمریکا بود.
او در فیلم جمعه عجیب بازی کرده‌است.